# کارلا آبراهامسن

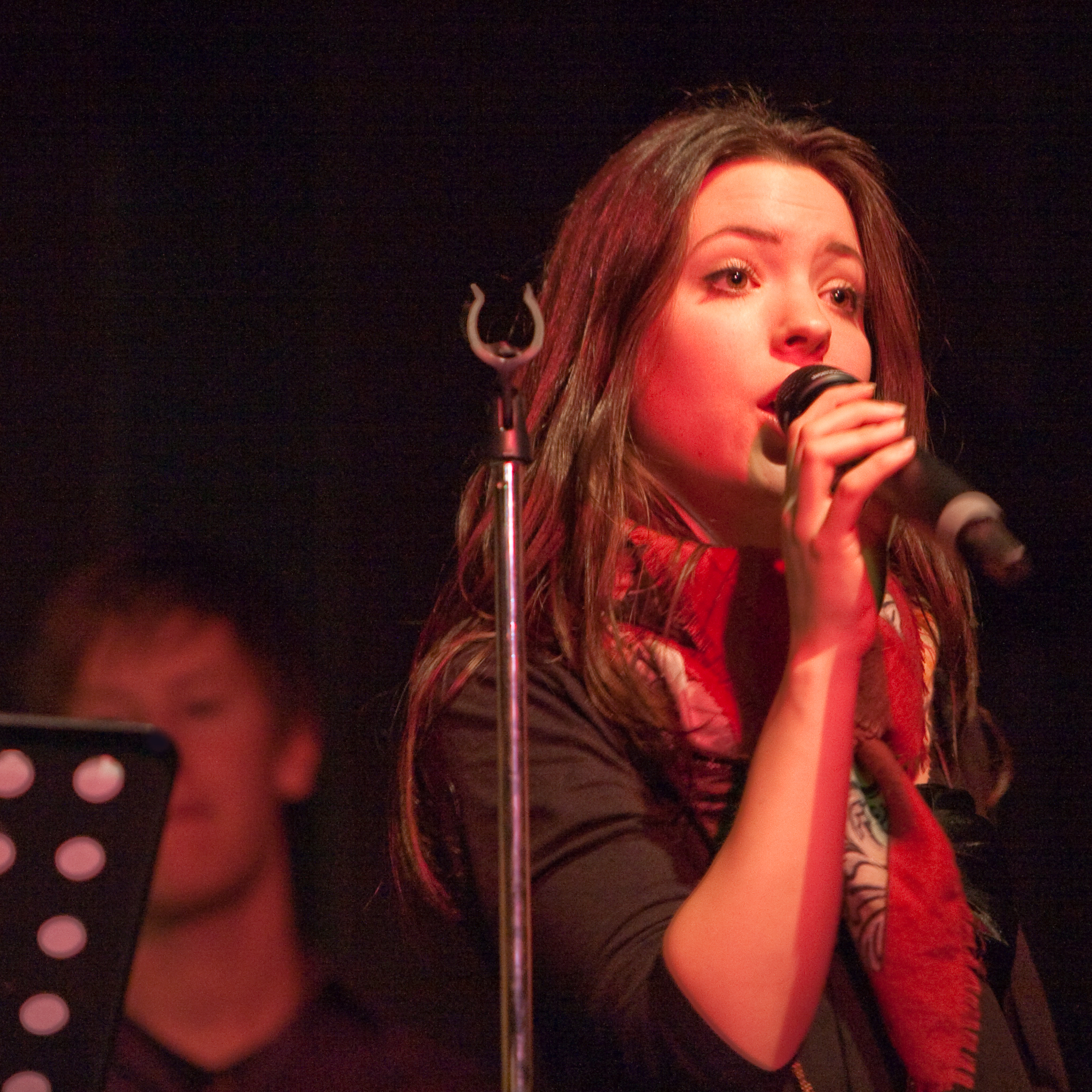
کارلا آبراهامسن (۲۰۱۰)

کارلا آماندا سول آبراهامسن (متولد ۸ دسامبر ۱۹۸۸) بازیگر و خواننده سوئدی است.

## زندگی
کارلا آماندا سول آبراهامسن از زمانی که اولین بازیگری خود را در سن ۱۵ سالگی در فیلم «اثر کچاپ» و «موسیقی محبوب ویتولا» انجام داد، در فیلم‌هایی مانند کنی بگینز و داستان استیگ هلمر و غیره ایفای نقش نمود. او به موازات حرفه بازیگری خود اغلب به عنوان یک خواننده نیز فعالیت می‌کند.

## فیلم‌شناسی (انتخابی)
- ۲۰۰۴: اثر سس کچاپ (هیپ هیپ هورا!)
- ۲۰۰۴: موسیقی عامه‌پسند
- ۲۰۰۹: کنی شروع می‌کند
- ۲۰۱۱: داستان استیگ هلمر